# Ishikawa Athletics Stadium
Das Ishikawa Athletics Stadium (jap. 石川県西部緑地公園陸上競技場, Ishikawa-ken Seibu Ryokuchi-kōen Rikujōkyōgijō), auch als Ishikawa Seibu Ryokuchi Stadium bekannt, ist ein am 9. April 1974 eröffnetes Fußballstadion mit Leichtathletikanlage in der japanischen Stadt Kanazawa, Präfektur Ishikawa. Es ist die Heimspielstätte des Fußballvereins Zweigen Kanazawa, der momentan in der J3 League, der dritthöchsten Liga des Landes, spielt. Die Anlage bietet Platz für 20.261 Besucher.